# Минус-кубик

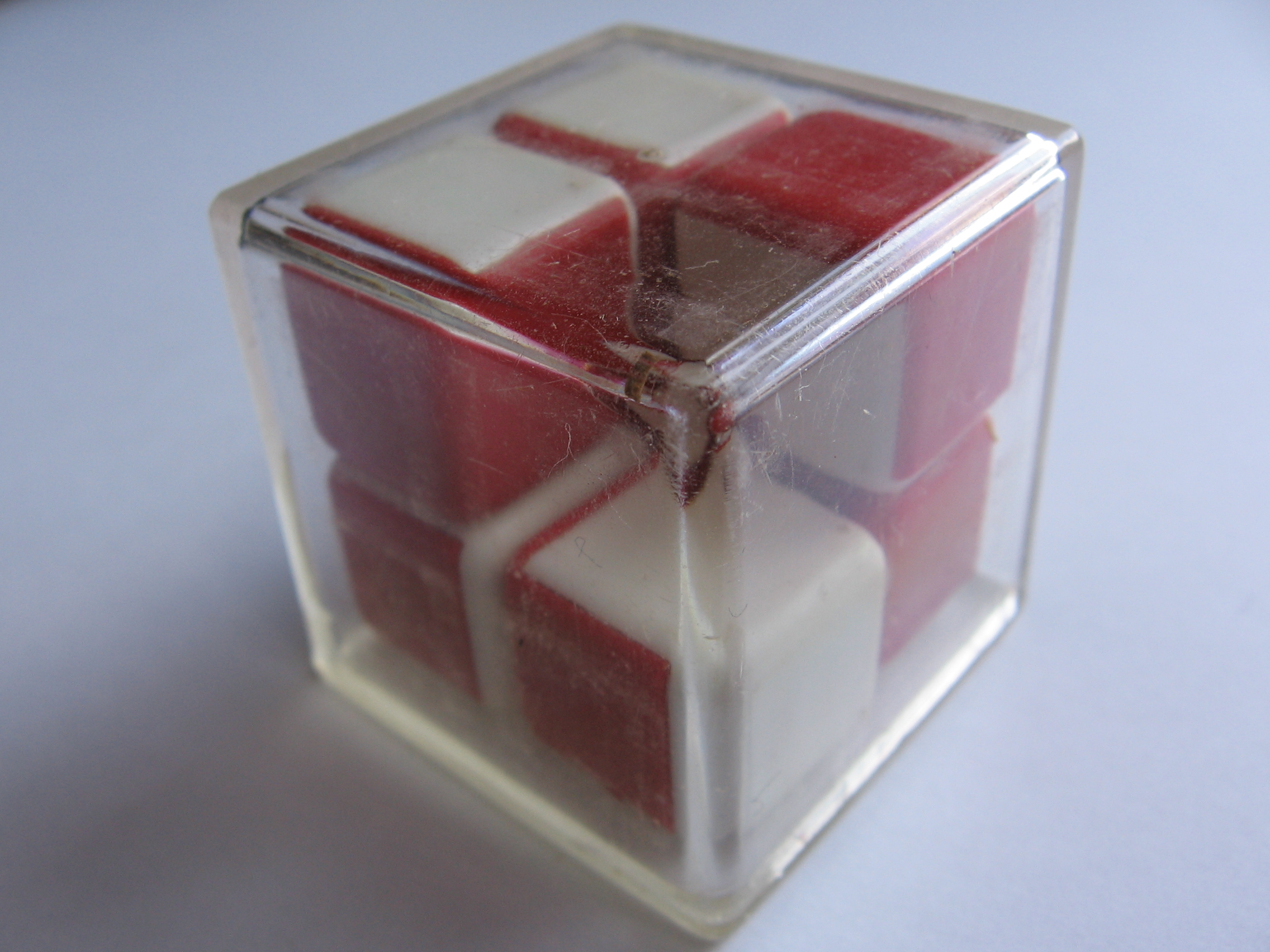
Фотография головоломки

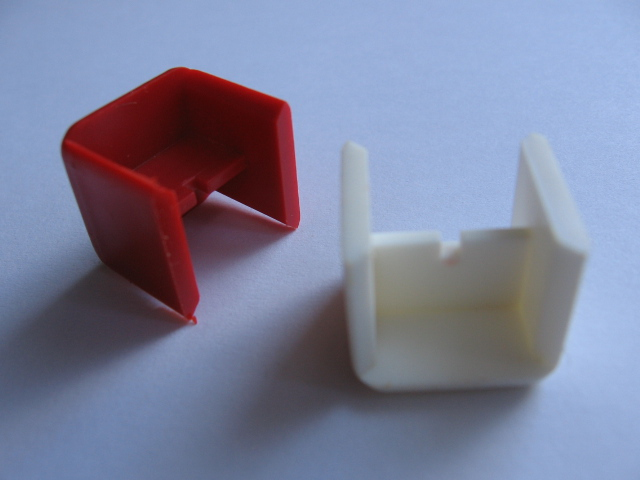
Разобранный маленький кубик

Минус-кубик — переставная головоломка, являющаяся вариантом пятнашек. Аналог головоломки BloxBox (автор Пит Хейн, 1972). Производилась в СССР, один из вариантов был изобретён М. И. Зубряевым. Представляет собой закрытый прозрачный кубик из пластика, в котором заключено 7 малых кубиков, каждый из которых собирается из двух П-образных половинок разного цвета. Длина одной стороны внутренности внешнего кубика чуть больше удвоенной стороны внутреннего кубика. Восьмого кубика внутри нет, вместо него имеется пустое место, на которое можно передвигать кубики путём поворачивания головоломки. Цель головоломки — переставить кубики таким образом, чтобы на каждой стороне все грани малых кубиков были окрашены в один цвет.
Выпускалось два варианта минус-кубиков: московский и свердловский, имевшие различную расцветку — бело-голубую или бело-красную. Также они различались в ориентации одного из внутренних кубиков, из-за чего для московского варианта существовало в 12 раз больше верных комбинаций, а свердловский, следовательно, был в 12 раз сложнее для решения.